# Нововасилівка (Казанківська селищна громада)
Нововаси́лівка — село в Україні, у Казанківській селищній громаді Баштанського району Миколаївської області. Населення становить 101 особу.